# Sankt Nikolaus katedral
Sankt Nikolaus katedral (polska: Sobór św. Mikołaja) är en klassicistisk polsk-ortodox katedral belägen vid Lipowagatan 15 i den centrala delen av staden Białystok, i Podlasiens vojvodskap i östra Polen.
Katedralen är helgad åt Sankt Nikolaus av Myra och tillhör Białystoks och Gdańsks stift.

## Historik
Beslutet om att bygga Sankt Nikolaus katedral i Białystok fattades 1838. Byggnaden ritades av arkitekt Michałów och i början av 1841 utfärdades bygglov.
Byggandet startade 1843 och avslutades 1846. Byggnaden invigdes av den dåvarande metropoliten av Litauen och Vilnius, Józef Siemaszko.

### Renoveringar
- Den första renoveringen i katedralen pågick mellan 1868 och 1872. Den andra pågick under 1910, där taket reparerades och katedralens interiör dekorerades.

- Mellan 1955 och 1956 renoverades altardelen och den nedre delen av katedralen.

- Mellan 1975 och 1976 renoverades innerväggarna.
- Renoveringen mellan 1988 och 1990 omfattade taket, kupolerna och fasaden.

## Katedralen
- Sankt Nikolaus katedral är byggd i tegel, har en källare och är byggd i form av ett grekiskt kors. Mellan korsarmarna finns en sakristia.

- Inne i katedralen finns en ikonostas som är byggd i klassicistisk stil.

## Bilder

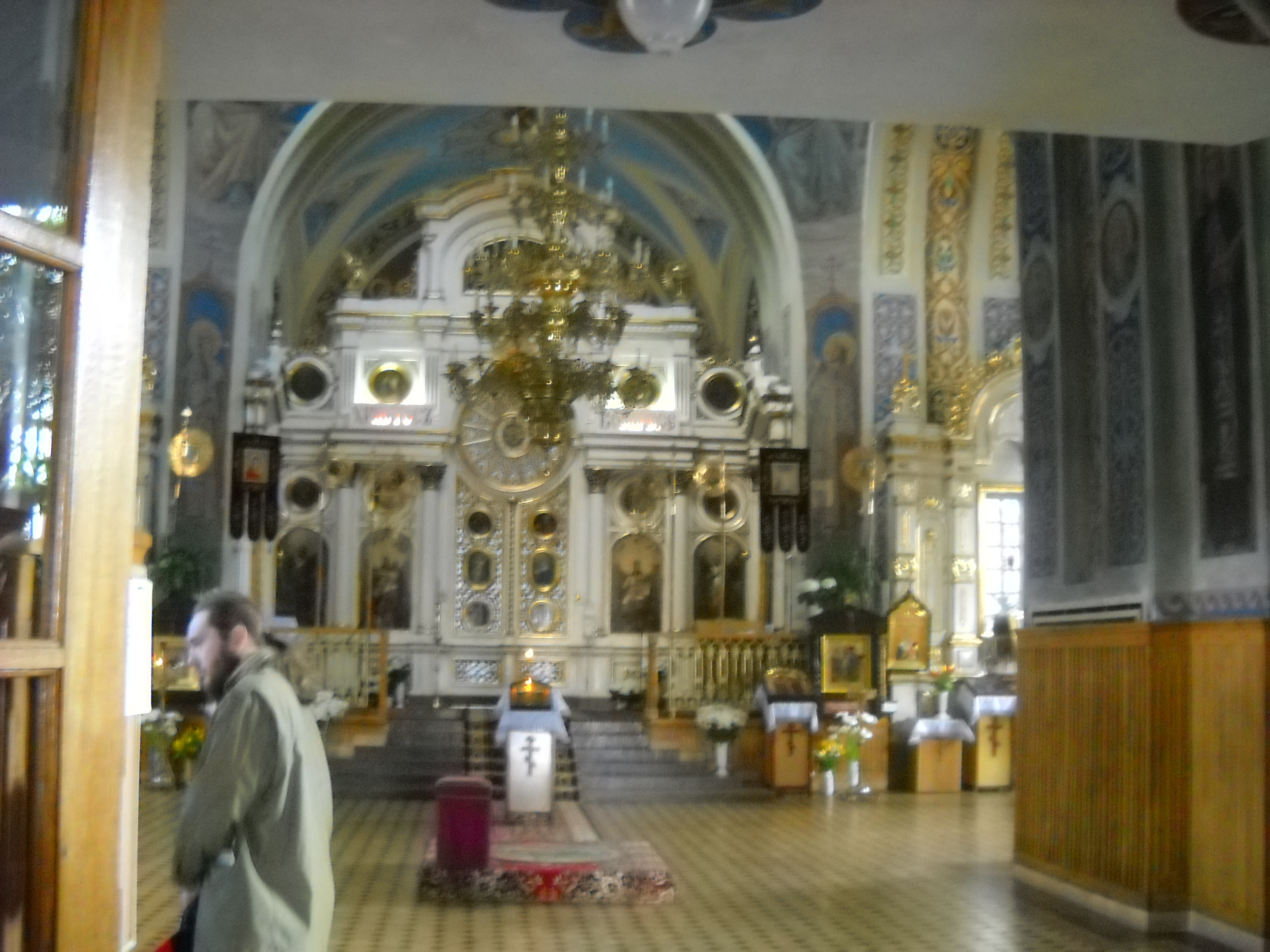
Katedralens interiör mot ikonostasen.
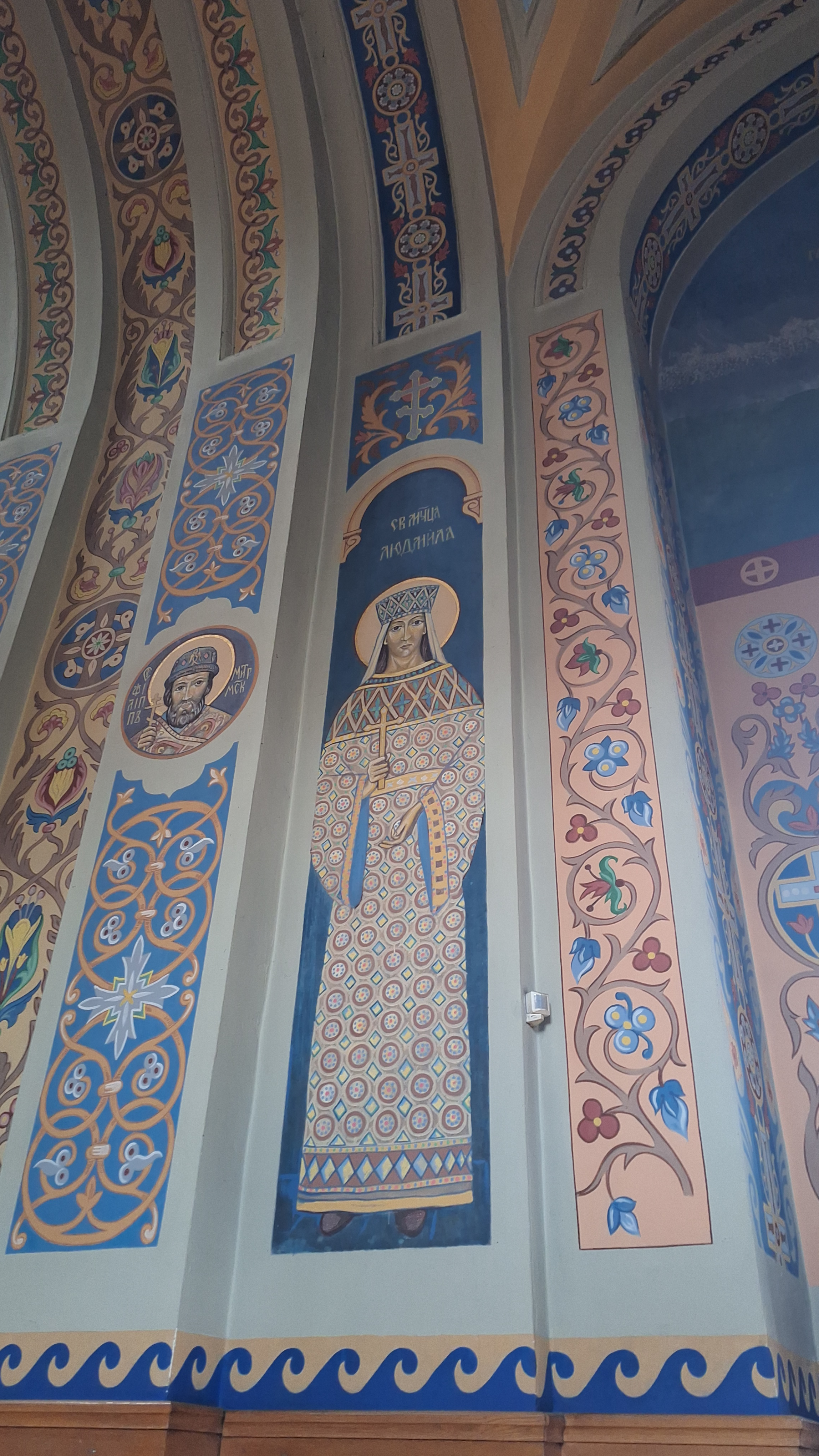
Fresk